# 김주한 (법조인)
김주한은 고등고시를 합격하고 검사에 임용되어 노태우 대통령에 의해 검찰 몫의 대법관으로 임명된 법조인이다. 대법관으로 재직하던 1988년 12월 27일에 서울시외전화국 교환원으로 43살 정년 해임된 사람이 회사를 상대로 정년퇴직 무효확인 청구소송 상고심 주심 대법관을 맡아 "한국전기통신공사가 합리적인 이유없이 교환원의 정년을 43세로 낮게 정했다면 남녀차별금지를 규정한 근로기준법에 위반된다"고 하면서 회사 측에 승소판결을 했던 원심을 파기하고 서울고등법원으로 환송했으며 대한항공 858기 폭파사건으로 115명을 사망하게 하여 사형을 선고받은 김현희(29) 피고인에 대한 상고심 주심 대법관을 맡아 강요된 행위란 어떤 사람의 성장과정을 통해 형성된 내재적 관념 확신으로 인해 의사결정이 사실상 강제되는 경우까지 의미한다고 볼 수 없다"고 하면서 상고를 기각했다. 1994년 3월에 "장물취득으로 유죄가 확정된 피의자를 다시 강도상해죄로 처벌할 수 있느냐"하는 논란이 있었던 전원합의체 재판에서 주심을 맡았음에도 "일사부재리 원칙에 해당되므로 처벌할 수 없다"며 다수설에 반대의견을 폈다. 1994년 6월 28일에 전 국민당 의원인 박철언에 대한 상고심에서 유죄를 확정하면서 정치적 논란이 있었다.